# Masikia
Genre
Masikia est un genre d'araignées aranéomorphes de la famille des Linyphiidae.

## Distribution
Les espèces de ce genre se rencontrent aux États-Unis, au Canada et en Russie.

## Liste des espèces
Selon World Spider Catalog (version 20.0, 01/04/2019) :
- Masikia bizini Nekhaeva, Marusik & Buckle, 2019
- Masikia caliginosa Millidge, 1984
- Masikia indistincta (Kulczyński, 1908)
- Masikia relicta (Chamberlin, 1949)

## Publication originale
- Millidge, 1984 : The erigonine spiders of North America. Part 7. Miscellaneous genera. Journal of Arachnology, vol. 12, no 2, p. 121-169 (texte intégral).